# Alvarezsauroidea
Los alvarezsauroideos (Alvarezsauroidea) son un grupo de pequeños dinosaurios del clado Maniraptora. Los clados Alvarezsauroidea, Alvaresauridae y Alvarezsauria fueron nombrados en honor al historiador argentino Gregorio Álvarez, no por el físico estadounidense Luis Álvarez como a veces se piensa, quien propuso que la extinción masiva del Cretácico-Terciario fue causada por una colisión de un asteroide. El grupo fue formalmente propuesto por Choiniere et al. en 2010, para agrupar a la familia Alvarezsauridae y a los alvarezsauroides no alvarezsáuridos, representados por Haplocheirus.

## Introducción
Los primeros fósiles de alvarezsauroideos fueron reconocidos en la década de 1990. Desde entonces, se ha incrementado notoriamente el número de especímenes hallados. Muchos de estos alvarezsauroideos se han encontrado en China. También se han encontrado en Norte y Suramérica, así como en Europa. Vivieron desde el período Jurásico hasta finales del Cretácico. el alvarezsauroideo más basal y más antiguo conocido procede de la Formación Shishugou en Xinjiang, China (inicios del Jurásico Superior). Adicionalmente, miembros más derivados del grupo, la subfamilia Parvicursorinae son conocidos de la Mongolia Interior y Henan (Cretácico Superior).
El tamaño de los miembros derivados de Alvarezsauroidea se sitúa entre los 0,5 m a 2 m de longitud, aunque algunos miembros pueden haber sido mayores. Haplocheirus, por ejemplo, era el mayor miembro de Alvarezsauroidea. Debido al tamaño de Haplocheirus y su primitiva posición filogenética, se ha sugerido que ocurrió un patrón de miniaturización en los Alvarezsauroidea. Dichas miniaturizaciones son raras entre los dinosaurios, pero evolucionaron convergentemente en las Paraves.

## Clasificación
La situación filogenética de Alvarezsauroidea aún no es clara. Al principio, fueron interpretados como un grupo hermano de Avialae (aves) o bien como miembros del mismo, considerados como aves no voladoras, debido a que compartían varias características morfológicas con estas, tales como un cráneo apenas suturado, un esternón con quilla, los elementos de la muñeca fusionados y un pubis dirigido posteriormente. pero esta asociación fue revaluada tras el descubrimiento de formas primitivas como Haplocheirus, Patagonykus y Alvarezsaurus, las cuales no muestran características tan avianas como las de los primeros géneros descubiertos,  Mononykus y Shuvuuia. Esto muestra que las características avianas se desarrollaron en varias ocasiones dentro de Maniraptora. Además. los Alvarezsauroidea tienen una dentadura homogénea y simplificada, convergente con la de algunos mamíferos insectívoros actuales. En la década de 2010, los alvarezsauroideos han sido situados dentro del grupo Coelurosauria, siendo más basales que los Maniraptora o como un taxón hermano de Ornithomimosauria, dentro de los Ornithomimiformes.
El cladograma que sigue a continuación se basa en el estudio de Choniere et al. 2010:
|  | †Alvarezsaurus                                                  |
|  |                                                                 |
|  | \| \| †Achillesaurus \| \| \| \| \| \| †Patagonykus \| \| \| \| |
|  |                                                                 |
|  | †Achillesaurus                                                  |
|  |                                                                 |
|  | †Patagonykus                                                    |
|  |                                                                 |

|  | †Achillesaurus |
|  |                |
|  | †Patagonykus   |
|  |                |

|  | †Parvicursor  |
|  |               |
|  | †Shuvuuia     |
|  |               |
|  | †Mononykus    |
|  |               |
|  | †Albertonykus |
|  |               |

|  | †Alvarezsaurus                                                  |
|  |                                                                 |
|  | \| \| †Achillesaurus \| \| \| \| \| \| †Patagonykus \| \| \| \| |
|  |                                                                 |
|  | †Achillesaurus                                                  |
|  |                                                                 |
|  | †Patagonykus                                                    |
|  |                                                                 |

|  | †Achillesaurus |
|  |                |
|  | †Patagonykus   |
|  |                |

|  | †Parvicursor  |
|  |               |
|  | †Shuvuuia     |
|  |               |
|  | †Mononykus    |
|  |               |
|  | †Albertonykus |
|  |               |

|  | †Alvarezsaurus                                                  |
|  |                                                                 |
|  | \| \| †Achillesaurus \| \| \| \| \| \| †Patagonykus \| \| \| \| |
|  |                                                                 |
|  | †Achillesaurus                                                  |
|  |                                                                 |
|  | †Patagonykus                                                    |
|  |                                                                 |

|  | †Achillesaurus |
|  |                |
|  | †Patagonykus   |
|  |                |

|  | †Parvicursor  |
|  |               |
|  | †Shuvuuia     |
|  |               |
|  | †Mononykus    |
|  |               |
|  | †Albertonykus |
|  |               |

|  | †Alvarezsaurus                                                  |
|  |                                                                 |
|  | \| \| †Achillesaurus \| \| \| \| \| \| †Patagonykus \| \| \| \| |
|  |                                                                 |
|  | †Achillesaurus                                                  |
|  |                                                                 |
|  | †Patagonykus                                                    |
|  |                                                                 |

|  | †Achillesaurus |
|  |                |
|  | †Patagonykus   |
|  |                |

|  | †Parvicursor  |
|  |               |
|  | †Shuvuuia     |
|  |               |
|  | †Mononykus    |
|  |               |
|  | †Albertonykus |
|  |               |